# (15532) 2000 AP126
A (15532) 2000 AP126 a Naprendszer kisbolygóövében található aszteroida. A LINEAR projekt keretében fedezték fel 2000. január 5-én.